# Center, Colorado
Center är en kommun (town) i Rio Grande County, och Saguache County, i Colorado. Vid 2010 års folkräkning hade Center 2 230 invånare.